# Cinema de Tunísia
El cinema de Tunísia va començar l'any 1896, quan els germans Lumière van començar a projectar pel·lícules d'animació als carrers de Tunis.

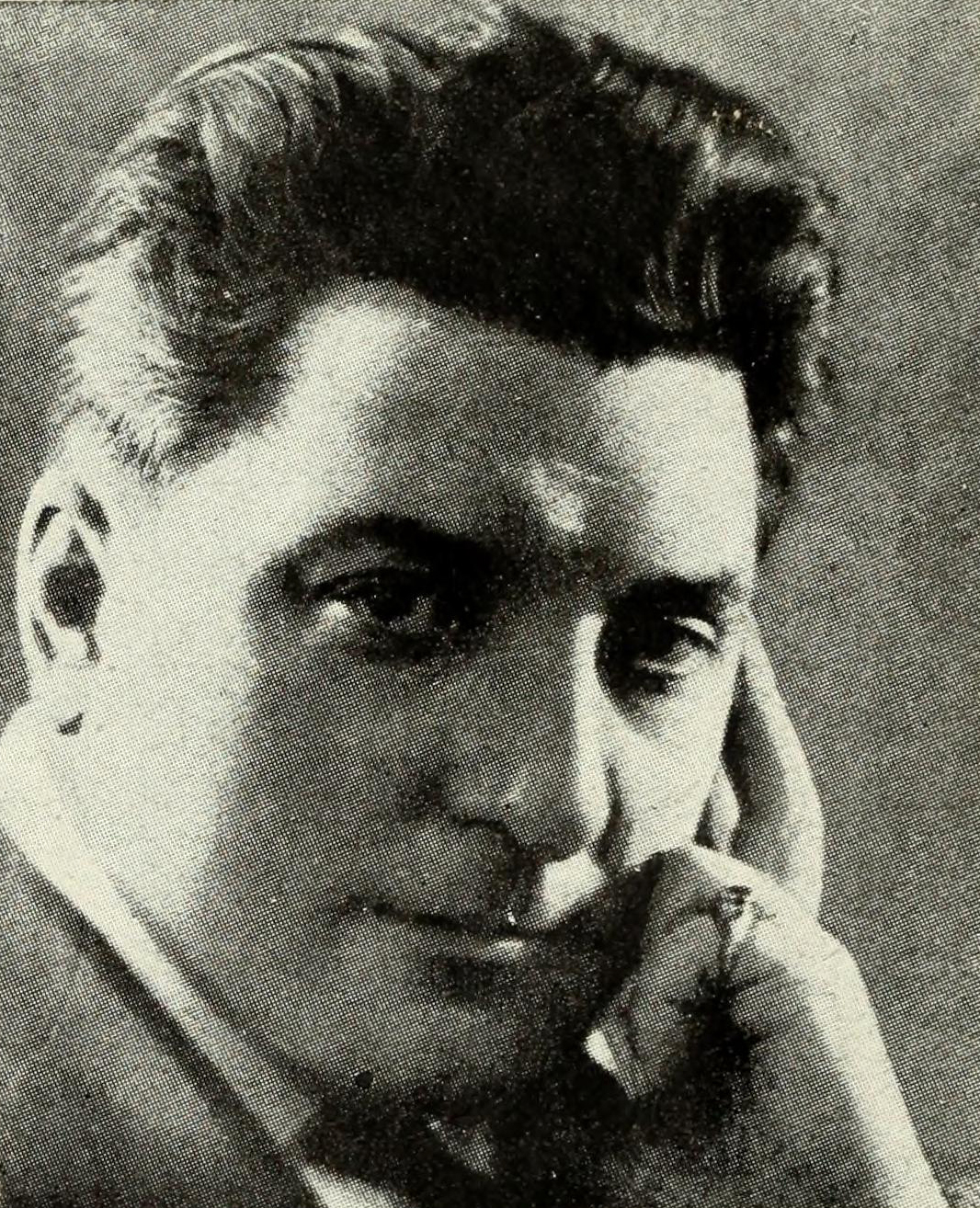
Luitz-Morat

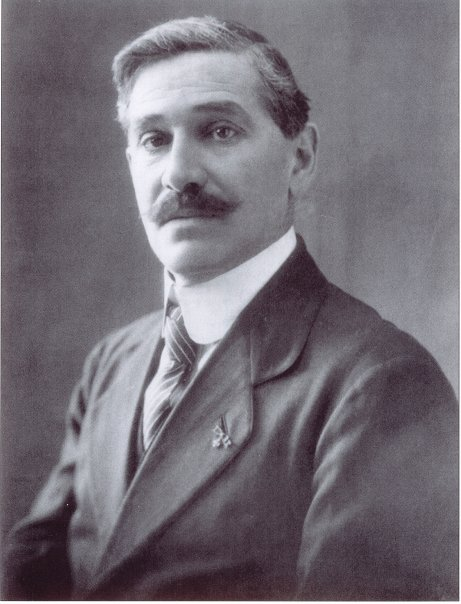
Albert Samama-Chikli

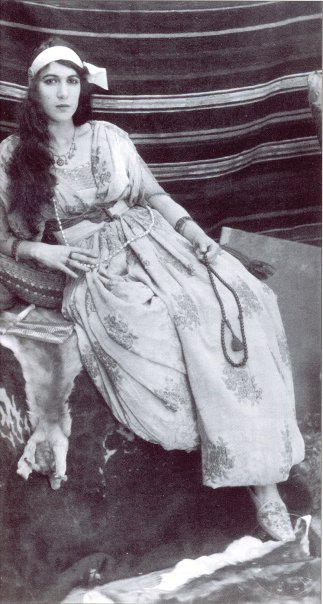
Haydeé Tamzali

## Història
El primer llargmetratge produït al nord d'Àfrica, Les Cinq gentlemen maudits,, va ser filmat a Tunísia pel director francès Luitz-Morat. El 1922 el tunisià Albert Samama-Chikli va dirigir Zohra seguida per Ain Al-Ghazal (La fille de Carthage) el 1924, convertint-lo en un dels primers cineastes nadius del nord d'Àfrica. El 1966 Omar Khlifi va dirigir i produir el primer llargmetratge tunisià (95 minuts) Al-Fajr (L’alba) sobre la lluita contra els colonitzadors francesos amb un rodatge en pel·lícula de 35 mm. Tunísia també acull el Festival de Cinema de Cartago establert el 1966. El festival dona prioritat a les pel·lícules de països africans i de parla àrab i és el més antic. festival de cinema al continent africà.
El 1927 es va fundar Tunis-Film, la primera empresa de distribució de pel·lícules tunisianes. Després de la independència del país, les pel·lícules van ser produïdes exclusivament per la Société Anonyme Tunisienne de Production et d'Expansion Cinématographique (SATPEC). Fundada l'any 1964 pel president Habib Bourguiba, SATPEC controlava les produccions cinematogràfiques i cinematogràfiques del país en aquell moment. Durant la dècada de 1980, van sorgir empreses de producció i estudis privats amb l'objectiu de fer de Tunísia el Hollywood mediterrani. El productor tunisià Tarak Ben Ammar, un nebot del president Bourguiba, va crear el primer estudi de cinema a Tunísia i va aconseguir atraure productores notables per rodar als seus estudis a Monastir. Aquests inclouen Pirates de Roman Polanski i Jesus of Nazareth de Franco Zeffirelli . Després de visitar Tunísia George Lucas, inspirat en la bellesa natural i l'arquitectura antiga d'algunes ciutats del sud de Tunísia, va decidir filmar escenes importants de La guerra de les galàxies, així com d'Indiana Jones  al país. Anthony Minghella també hi va filmar la guanyadora de l'Oscar a la millor pel·lícula El pacient anglès en un oasi del sud-oest del país.
Les produccions nacionals eren rares: les poques pel·lícules que es van produir des de 1967 intentaven reflectir les noves dinàmiques socials, el desenvolupament, la investigació sobre la identitat i el xoc de la modernitat. Algunes d'elles van aconseguir un èxit relatiu fora de Tunísia, com ara Un été à La Goulette (Halq El-Wadi 1996) dirigida per Férid Boughedir que mostrava un flashback de la vida comunitària típica al petit suburbi de La Goulette en un període on musulmans, jueus i cristians convivien en tolerància i pau. Halfaouine, l'enfant des terrasses (Asfour Stah 1990), també de Boughedir, és possiblement el major èxit de la història del cinema tunisià. La pel·lícula mostrava la vida d'un nen del suburbi Halfaouine de Tunis als anys 60, en una recerca per entendre les relacions, el món de les dones i com ser un home. En una altra pel·lícula anterior titulada Rih essed (1986) Nouri Bouzid va representar la societat tunisiana sense por ni favor, cobrint la prostitució, la pedofília i les relacions interreligioses entre musulmans tunisians i jueus tunisians. A la pel·lícula de 1991 Bezness, va parlar de l'emergència del turisme sexual al país. Les Ambassadeurs (As-Soufraa 1975) dirigida per Naceur Ktari va retratar la vida dels immigrants marroquins a França i la seva lluita contra el racisme. La pel·lícula va guanyar el Tanit d'or a la millor pel·lícula durant el Festival de Cinema de Cartago l'any 1976, el premi especial del jurat del Festival Internacional de Cinema de Locarno el mateix any i ha estat classificada a la categoria Un Certain Regard durant el Festival Internacional de Cinema de Canes de 1978.
La primera actriu tunisiana va ser Haydée Chikly, que va protagonitzar el curtmetratge Zohra el 1922. El primer llargmetratge que va ser dirigit per una dona va ser Fatma 75 (1975) per Selma Baccar. Posteriorment directores tunisianes han rodat pel·lícules com ara Sama (1988) de Néjia Ben Mabrouk i Les Silences du palais de Moufida Tlatli (1994).
El 2007, es van produir diverses pel·lícules que van captar l'atenció del públic, com ara Making Of, dirigida per Nouri Bouzid i VHS Kahloucha de Nejib Belkadi. El 2013, Abdellatif Kechiche va ser el primer director tunisià a guanyar la Palma d'Or. Per la seva pel·lícula La vida d'Adèle, va dividir el premi amb les seves dues actrius principals.
El 21 de març de 2018, el país va obrir la seva primera Ciutat de la Cultura, un projecte únic en el seu tipus a Àfrica i al món àrab, situat al centre de la ciutat de Tunis. El complex conté diversos teatres, cinemes, pantalles, galeries d'art i història, sales d'exposicions, un museu d'art contemporani i modern, un centre nacional del llibre i un centre d'inversió cultural.
El primer Cineplex a Tunisia es va obrir al centre comercial Tunis City a Tunis el desembre de 2018, consta de 8 pantalles i està gestionat per Les Cinémas Gaumont Pathé. Les Cinémas Gaumont Pathé obriran dos altres multiplex durant els propers anys, una que conté 8 pantalles al nou Azur City Mall a Banlieu Sud de Tunis i una de 6 pantalles a Sussa. La cadena hotelera La cigale va anunciar el 2017 que està construint un hotel juntament amb un centre comercial i un múltiplex de 10 pantalles a Gammarth, Banlieue Nord de Tunis i s'obrirà el 2020.
Pel 2015, hi havia menys de 30 pantalles en ús comercial a tot Tunísia, una xifra que es considera baixa en els estàndards internacionals per a un país amb una població d'11 milions d'habitants. El novembre de 2019, el nombre es va estimar en 41 pantalles a tota Tunísia. El país ha experimentat un augment significatiu de les sales en els darrers anys gràcies a un renovat interès pel cinema i al desenvolupament dels multiplexes, un concepte recentment introduït al país. Al juliol de 2022, hi ha 48 pantalles a tot Tunísia.

### Nominacions als premis Oscar
Tunísia ha presentat pel·lícules per al Oscar a la millor pel·lícula de parla no anglesa de manera irregular des de 1995. El premi és lliurat anualment per l'Acadèmia de les Arts i les Ciències Cinematogràfiques a un pel·lícula de llargmetratge produïda fora dels Estats Units que conté principalment diàlegs no anglesos. Fins al 2021 set pel·lícules tunisianes s'han presentat al premi Oscar a la millor pel·lícula internacional. L'home que es va vendre la pell va ser nominada al Oscar a la millor pel·lícula de parla no anglesa i va ser la primera pel·lícula tunisiana nominada a un Oscar.

## Manifestacions
- Festival de Cinema de Cartago, creat el 1966 i organitzat cada dos anys i després anualment a partir de 2015, constituint el festival de cinema més antic dels països en desenvolupament[14]
- Trobades cinematogràfiques d'Hergla (2005)
- Festival Internacional de Cinema Àrab de Gabès, Festival de Cinema de Gabès (2018) i després Gabès Cinéma Fen (2019)
- Festival de Cinema Queer de Mawjoudin (2018)

## Galeria

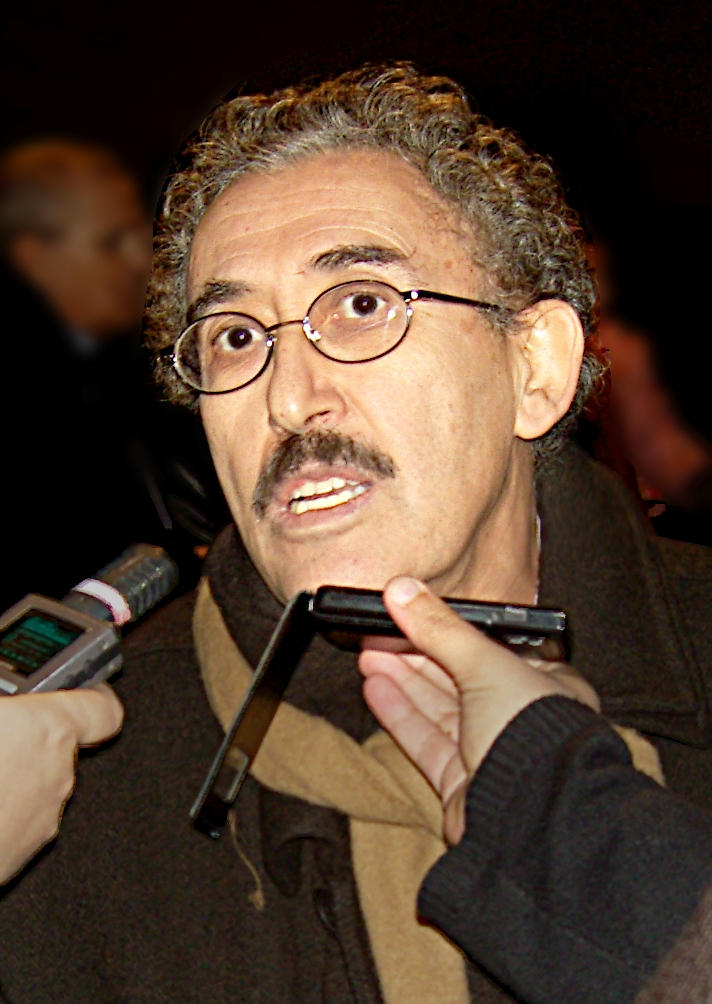
Férid Boughedir.
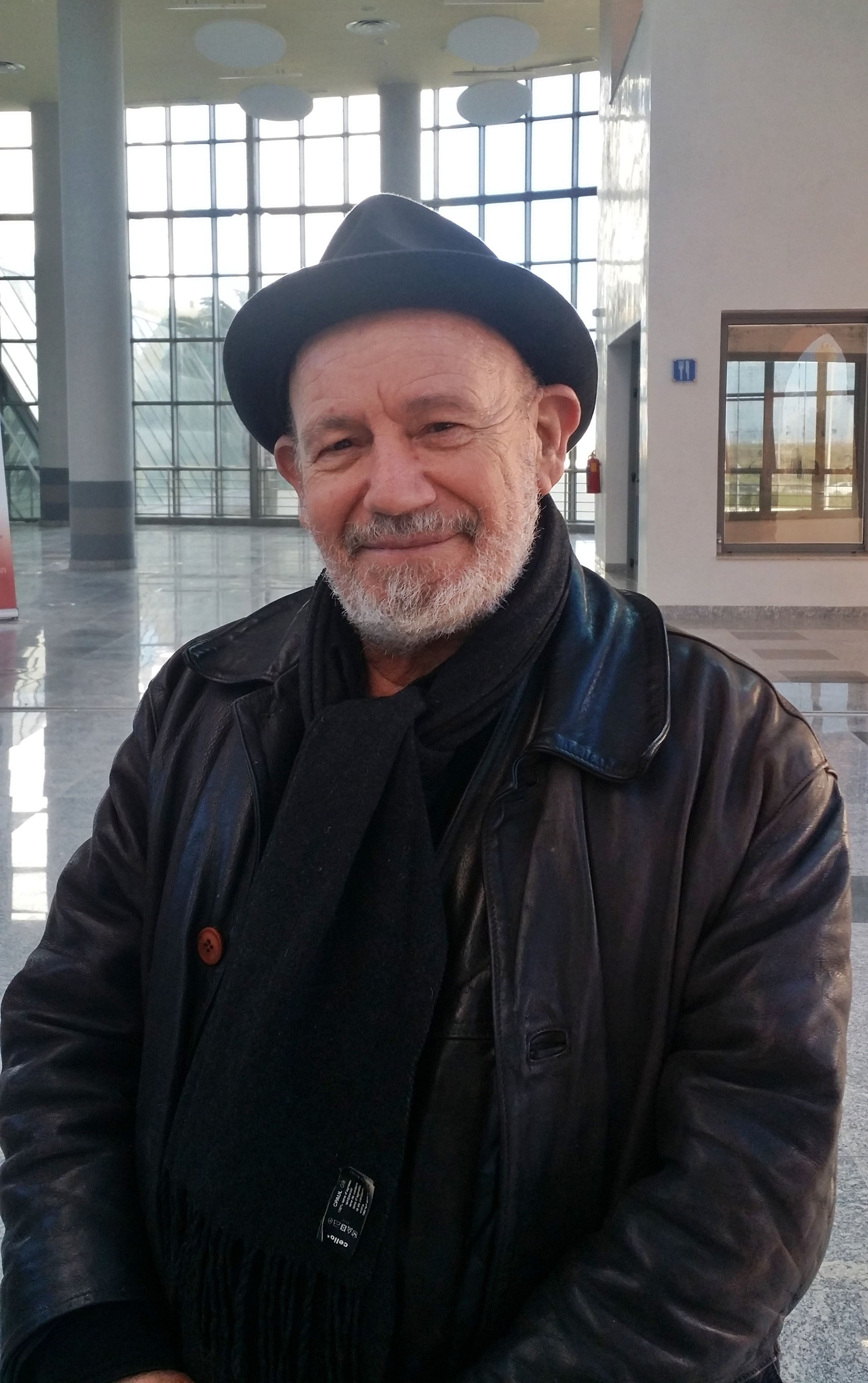
Nouri Bouzid.
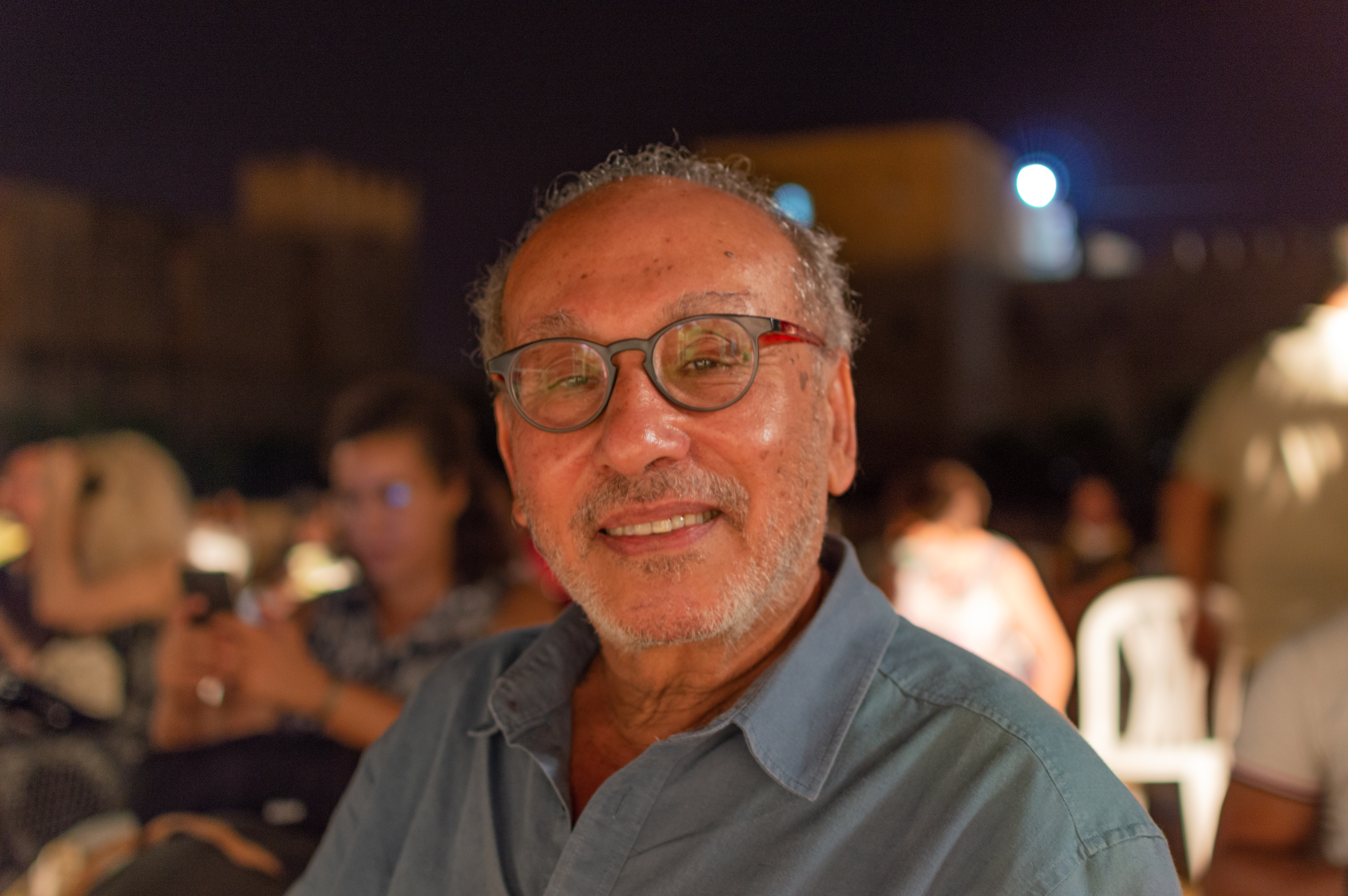
Fadhel Jaïbi.
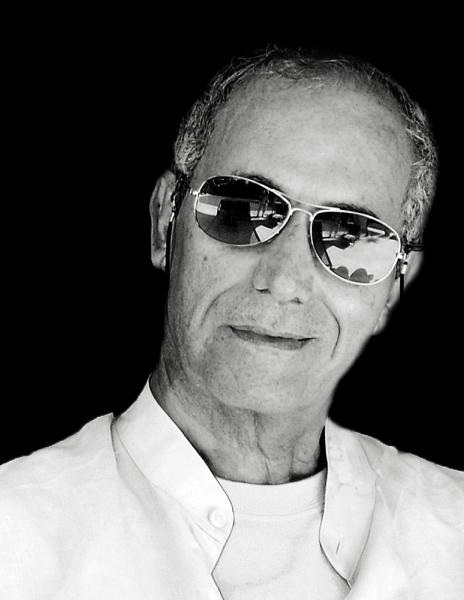
Taïeb Louhichi.
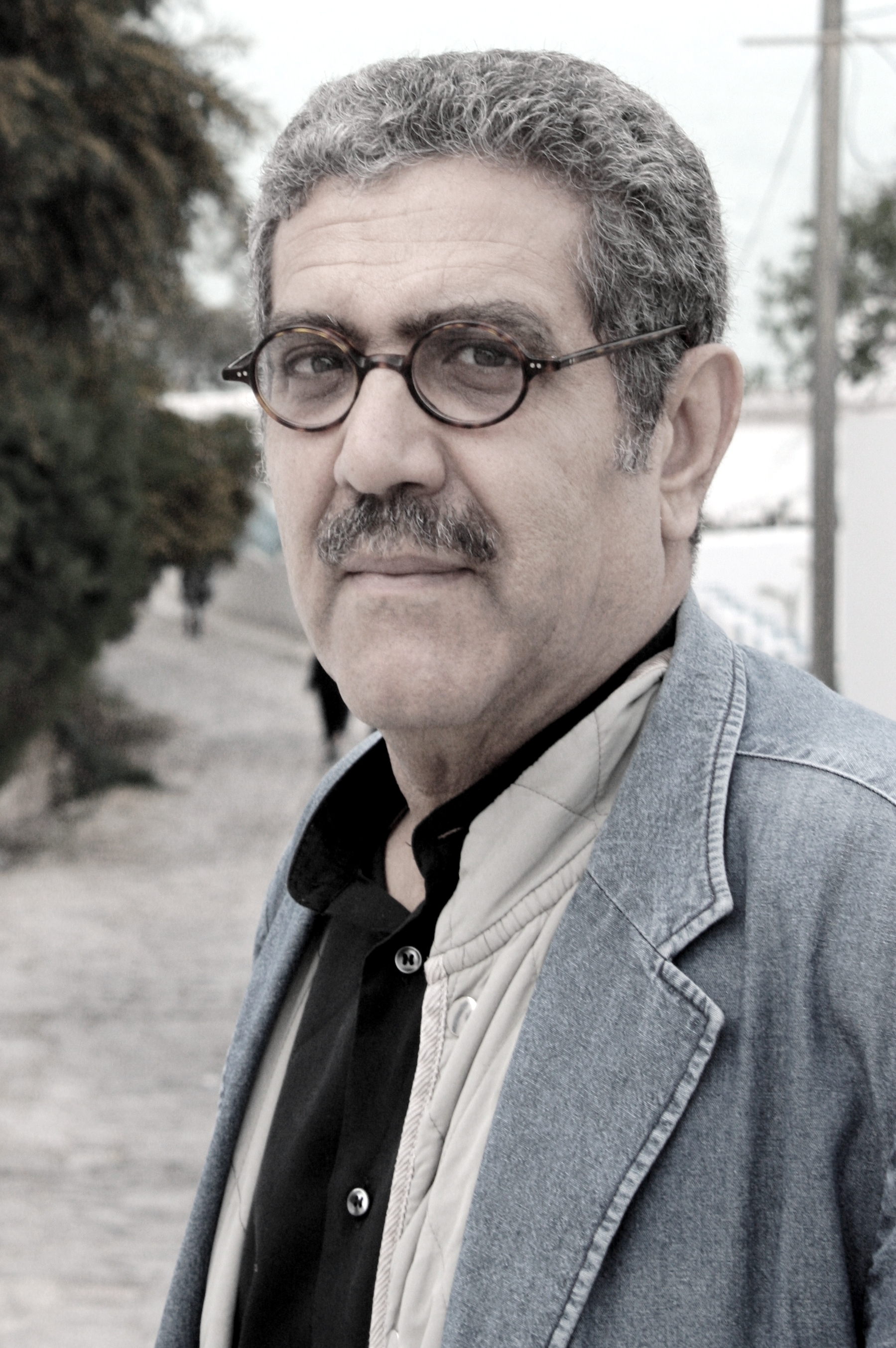
Ridha Béhi.
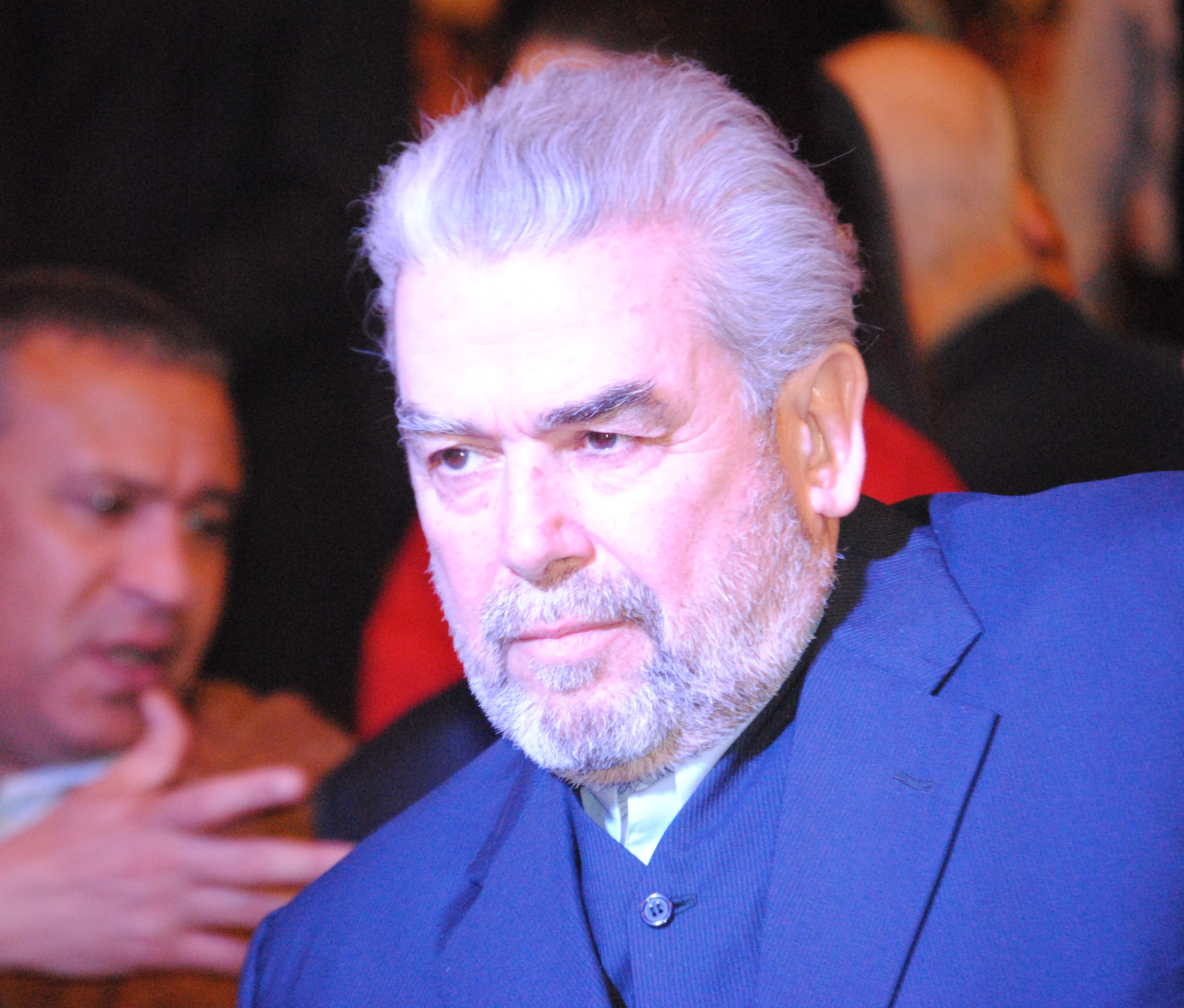
Fadhel Jaziri.
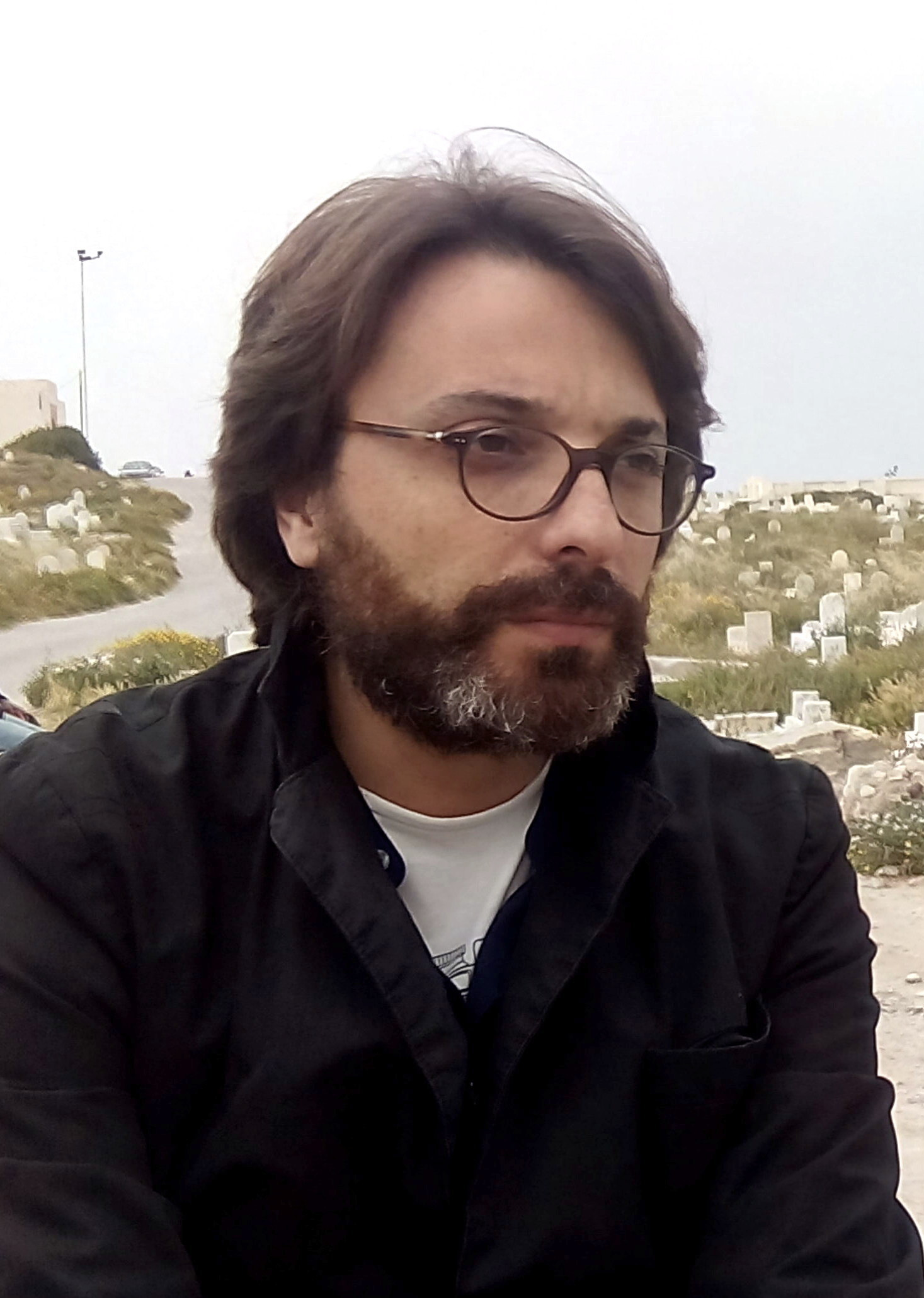
Mohamed Ben Attia.
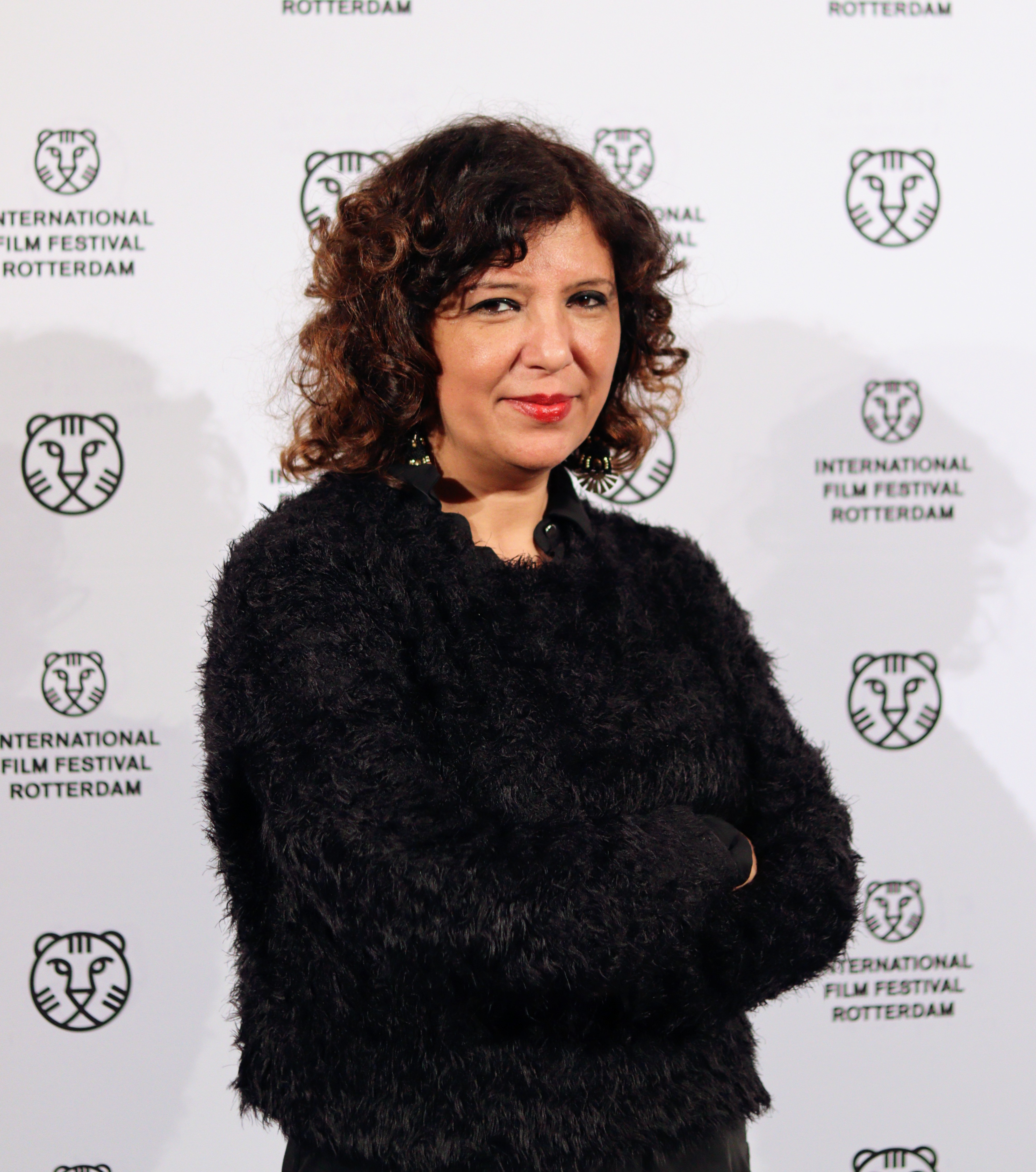
Kaouther Ben Hania.